# Valter Tomaz Junior
Valter Tomaz Junior, född 25 juli 1978 i São Paulo, är en före detta fotbollsspelare.
Han var den förste brasilianaren i Örgryte IS och den tredje i Sverige (AIK:s Piracaia var den andre) när han kom till klubben 1997. År 2000 fick Valter Tomaz vara med att vinna Svenska cupen med Örgryte. Valter Tomaz Junior var huvudsakligen back, men användes ibland på mittfältet. Emellanåt fick han agera lagkapten.
Han flyttade efter säsongen 2006 till norska Molde FK. Efter tre säsonger med Molde återvände 2010 han till Örgryte, som efter 2009 degraderats till Superettan. Han valde efter 2011 att gå vidare till Assyriska BK där han efter två säsonger valde att avsluta spelarkarriären. Totalt spelade Valter Tomaz Junior 187 matcher för Örgryte.

## Meriter

### Klubblag
Örgryte IS
- Cupmästare 2000
- Lilla silvret 2002

## Klubbar
- Pequeninos do Jockey –1997
- Örgryte IS 1997–2007, 2010–2011
- Molde FK 2007–2010
- Assyriska BK 2012–2013